# Stadion Chimik w Armiańsku
Stadion Chіmіk (ukr. Стадіон «Хімік») – wielofunkcyjny stadion w Armiańsku na Ukrainie. Domowa arena klubu Tytan Armiańsk.
Stadion "Chіmіk" w Armiańsku został zbudowany w 1975 roku i reprezentował miejscowy Krymski Zakład pigmentowego dwutlenku tytanu (ukr. Кримський завод пігментного двоокису титану). Na stadionie występuje miejscowy klub Tytan Armiańsk. Stadion zapisał się do historii tym, że 15 marca 2001 roku na stadionie rozegrała swój mecz domowy piłkarska drużyna Tawrija Symferopol z CSKA Kijów. Mecz 15 kolejki Wyższej Ligi Ukrainy zobaczyło 6 tys. widzów.
W 2012 stadion został rekonstruowany: ustanowiono 3500 krzeseł indywidualnych z tworzyw sztucznych, zbudowana VIP-trybuna dla gości honorowych.